# Sarsuela
|  | Aquest article tracta sobre el gènere musical. Vegeu-ne altres significats a «sarsuela de peix». |

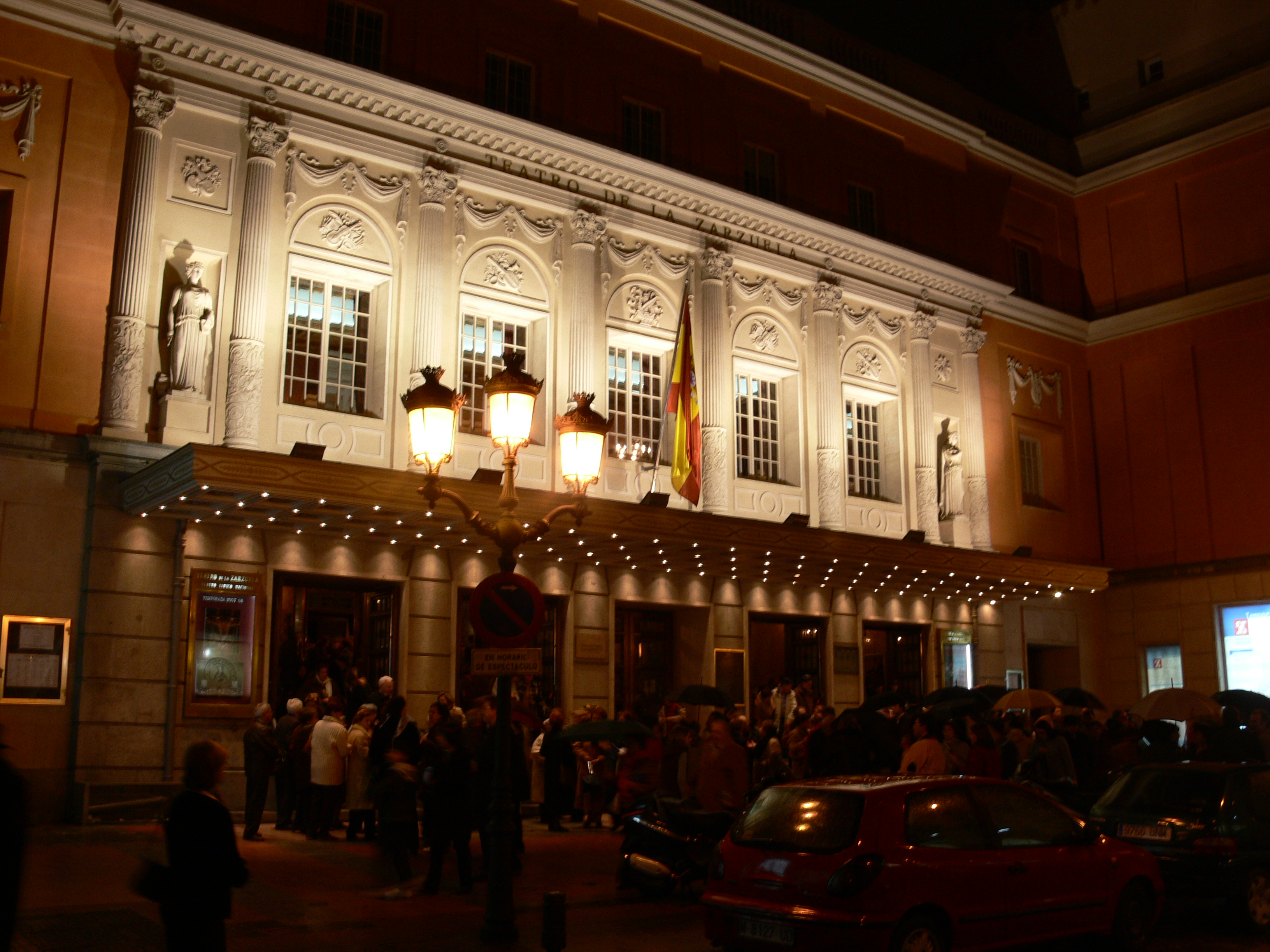
Teatre de la Zarzuela de Madrid de nit. Es va inaugurar el 10 d'octubre de 1856 per iniciativa d'un grup de compositors, llibretistes i empresaris per dotar el gènere d'un coliseu a l'alçada de les expectatives que havia alçat el reviscolament de la sarsuela a mitjan.

La sarsuela és un gènere musical teatral que es va desenvolupar a Espanya en dos períodes, el període barroc (aproximadament entre 1650 i 1790) i el període modern (aproximadament entre 1845 i 1965). El nom del gènere prové del Palau de la Zarzuela de Madrid, lloc on van tenir lloc les primeres representacions. Al seu torn, el palau va prendre el nom de l'indret on es va edificar, un paratge ric en esbarzers (en castellà, zarzas). Es caracteritza principalment per combinar parts cantades amb parts parlades i per haver estat conreada en llengua castellana, encara que també hi ha exemples notables en altres llengües, principalment en català. Fora de les fronteres espanyoles, la sarsuela s'ha conreat especialment a Cuba i Filipines, països en què ha desenvolupat característiques peculiars, lligades a les formes de la seua música popular. A la resta dels països americans de parla castellana ha tingut una important difusió.

## La sarsuela barroca

### El naixement del gènere
Durant el regnat de Felip IV (1606-1665) es va generalitzar un tipus de teatre cortesà que incloïa música. El mateix Felip IV va utilitzar l'edifici situat al paratge de «la zarzuela», en el complex del Real Sitio del Pardo, prop de Madrid, per a celebrar aquest tipus de representacions. Els músics i actors-cantants que hi intervenien, amb expressions del tipus "avui tinc sarsuela...", van començar a identificar el nom del lloc on solien tenir les representacions amb el del gènere que estava naixent. Sembla que en aquests anys, encara que a la cort de Madrid es van donar representacions d'òpera italiana, i fins i tot es va estrenar alguna òpera a l'estil italià però amb text castellà, la dolenta situació financera de la cort i el fet que un tipus de teatre amb combinació de text parlat i amb poca música fora més econòmic, van inclinar la balança cap al costat del nou gènere.

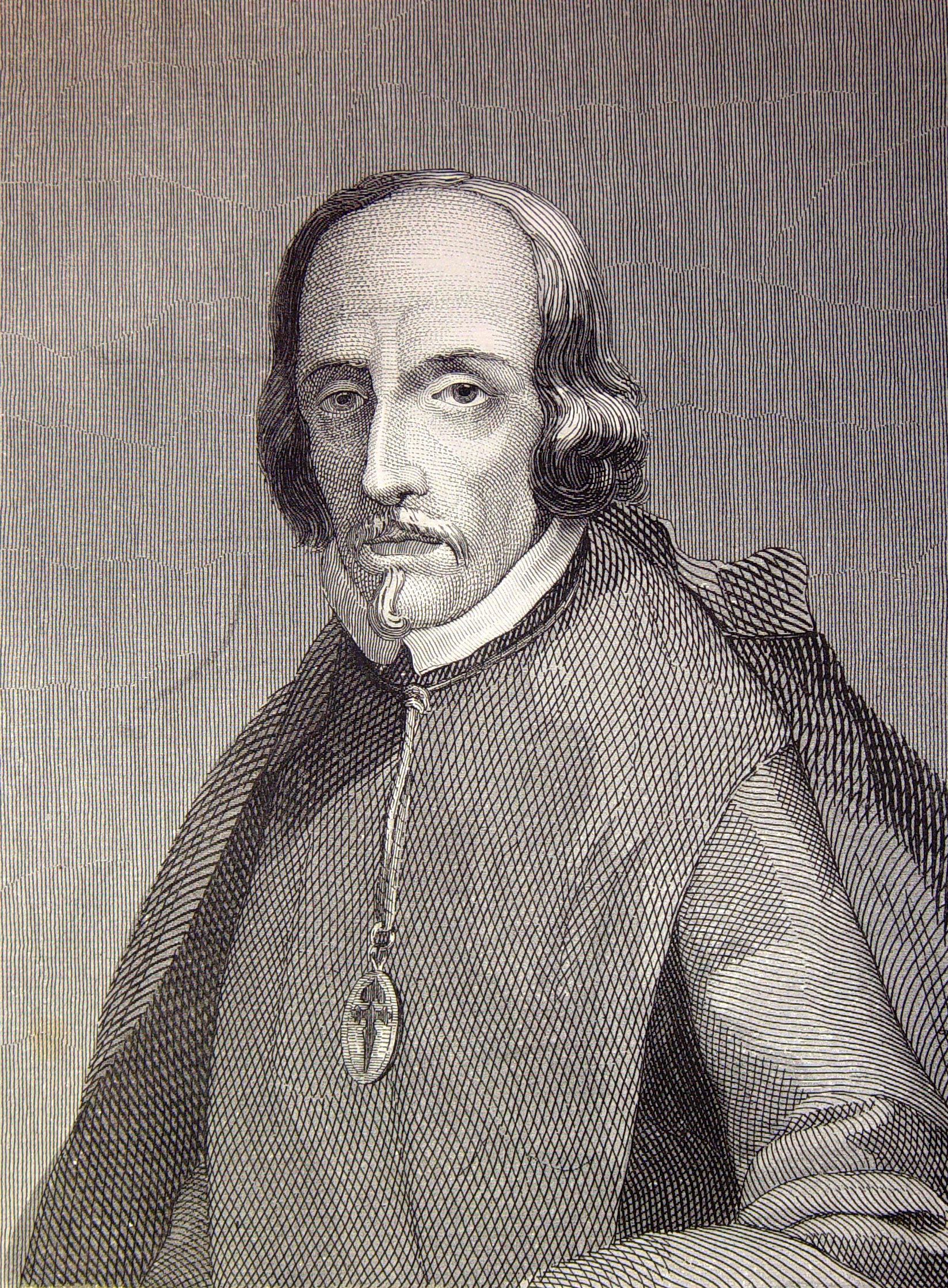
Pedro Calderón de la Barca va ser un dels primers escriptors de llibrets de sarsuela barroca, col·laborant amb el compositor Juan de Hidalgo

### La sarsuela sotaCarles II
Les primeres sarsueles van comptar amb el favor de la reialesa i la cort. Es tractava d'obres generalment en dos actes. Els temes emprats, habitualment mitològics, no eren en absolut diferents dels utilitzats en l'òpera conreada a Itàlia i a altres països. En aquesta època, la música de sarsuela no presenta diferències estilístiques notables amb la música de la resta del continent. Tampoc és habitual l'ús de l'element folclòric autòcton, més enllà del que es feia en altres països.
Carles II, feble i malaltís, va agafar gust per la sarsuela, i a partir de l'any 1670 el gènere va florir. Es té notícia de diverses sarsueles sobre text de Calderón, sent la música habitualment de Juan de Hidalgo. Altres autors de llibrets van ser Antonio de Solís, Juan Bautista Diamante o Juan Vélez. La música, en la major part dels casos s'ha perdut. També hi ha notícia de les primeres representacions de sarsuela fora de Madrid, a ciutats com València i Saragossa.
Potser el compositor més representatiu d'aquesta època siga Sebastián Durón, que iniciant la seua carrera com a compositor de sarsuela, va derivar després cap a obres completament musicades, més pròximes a l'òpera amb recitatius. Partidari de la facció dels Habsburg en la Guerra de Successió va haver d'exiliar-se a França amb l'adveniment dels Borbons.

### Elseglexviii
El Segle xvii du als regnes de la península Ibèrica els nous aires de l'òpera italiana, que fins aleshores no havien exercit una influència remarcable. Ja en plena Guerra de Successió, el rei Carles va organitzar a Barcelona temporades d'òpera italiana. Però va ser amb l'arribada de la dinastia borbònica quan la influència italiana es va generalitzar en els ambients aristocràtics. En aquesta època és habitual la convivència de la sarsuela i l'òpera italiana, i la primera rep l'influx de l'estil operístic, i sovint moltes sarsueles comencen a anomenar-se òpera espanyola o òpera en estil italià.
En les primeries del segle destaquen dos compositors: José de Nebra i Antoni Literes, que produeixen una quantitat estimable de sarsueles, generalment de tema mitològic. Algunes de les seues sarsueles, molt de temps oblidades, en un renaixement tardà han començat a ser apreciades i gaudides en la dècada de 1990. El llibretista més apreciat d'aquest període va ser Antonio Zamora. Després, la irrupció de l'òpera italiana va sumir en una temporal decadència el gènere, per a renàixer amb força a mitjan segle. El fet més destacable d'aquest renaixement és que a partir de l'any 1760 comença a donar-se un canvi fonamental en els temes tractats per la sarsuela; abandonant els temes mítics pels populars. El compositor més destacat de la segona meitat del segle és Antonio Rodríguez de Hita, que en col·laboració amb el llibretista Ramón de la Cruz, va produir títols com ara Las segadoras de Vallecas (1876) o Las labradoras de Murcia (1769). Altres compositors com Antonio Rosales o Luigi Boccherini, italià però resident a Madrid, van internar-se també en el gènere.
En el cas de Barcelona, malgrat haver rebut representacions de sarsuela, algunes amb gran èxit, l'afició per l'òpera italiana ja estava ben establerta a mitjan segle. L'arribada del segle xix, amb les guerres napoleòniques i la creixent influència de l'òpera italiana a les ciutats més importants, com Barcelona, València o Madrid van fer desaparèixer gairebé per complet la sarsuela dels escenaris. A Madrid, la predilecció de la reialesa i l'aristocràcia per l'òpera italiana va suposar que la sarsuela evolucionara cap a models més i més populars, dirigits a la petita burgesia. En aquesta evolució, la sarsuela produeix un subgènere: la tonadilla escènica, un gènere basat en textos curts, de caràcter còmic i sense necessitat d'escenografia. Es tracta de representar una situació puntual i s'utilitzen com "aperitiu" o intermedi musical en obres teatrals llargues i serioses. Entre els compositors de tonadilla escènica més recordats es troben els catalans Pau Esteve i Luis de Misón.

## La sarsuela moderna

### Un renaixement
Bé es podria afirmar que la sarsuela va morir amb la irrupció el Segle XIX per a renàixer amb força inusitada al voltant de la dècada del 1850. Durant la primera meitat del segle, a Madrid, es donen representacions de teatre amb poca música, de vegades simplement amb cançons populars intercalades, que són del gust del públic pel seu caràcter senzill i per utilitzar el castellà. Aquest tipus de teatre musical, en el qual van intervenir de vegades compositors de certa anomenada, com ara Ramon Carnicer o Sebastián Yradier, emprava sovint el nom genèric de "sarsuela", tot i que no responia al cànon del gènere establert al segle anterior. Però l'any 1847 es produeix un esdeveniment que va marcar el futur del gènere: l'estrena de Colegialas y soldados de Rafael Hernando, una sarsuela més ambiciosa, amb una estructura teatral i musical definida, que connecta immediatament amb el gust del públic. En realitat aquest èxit és la culminació d'un moviment que ja s'estava produint de la mà de compositors i llibretistes amb una idea més ajustada del que hauria de ser el gènere líric de caràcter popular. Entre els primers cal esmentar a Basilio Basili, italià establert a Madrid, Cristóbal Oudrid o Joaquín Gaztambide, junt al mateix Hernando, i entre els segons sobresurt la figura de Luis de Olona. Després d'aquest primer èxit, i a iniciativa de Gaztambide, es constitueix una societat per a explotar les possibilitats del « nou » gènere. En aquesta societat van participar Olona, el cantant Salas, Gaztambide, Francisco Asenjo Barbieri, Hernando, Oudrid i José Ynzenga. Amb aquest inici de caràcter mercantil s'anticipa una de les característiques principals de la sarsuela moderna; la seua capacitat de produir importants guanys a empresaris, llibretistes i compositors, derivada de la seua immensa popularitat, que durant un segle la convertirà en un vertader espectacle de masses. Aquesta « rendibilitat » produirà una intensa atracció sobre escriptors i músics i, haurà de produir un manlleu de recursos al conreu d'altres formes artístiques imperants a la resta d'Europa.

### La sarsuela romàntica
Les primeres obres de la sarsuela « recuperada », són producte del treball dels compositors esmentats, entre els quals destaca la figura de Barbieri. A aquests se'ls va unir posteriorment Emilio Arrieta, després dels seus intents infructuosos de triomfar amb l'òpera italiana i d'haver fet declaracions bel·ligerants cap al nou gènere. Les sarsueles d'aquest període presenten una estructura semblant a les de l'opéra-comique francesa: en tres actes i amb la combinació de parts cantades amb parts parlades. Els temes i arguments són de caràcter universal, moltes vegades traduccions directes de llibrets emprats per òperes còmiques franceses. La sarsuela viu un vertader període d'esplendor i d'èxit popular, no només a Madrid sinó també a València, Sevilla, Barcelona i altres ciutats.

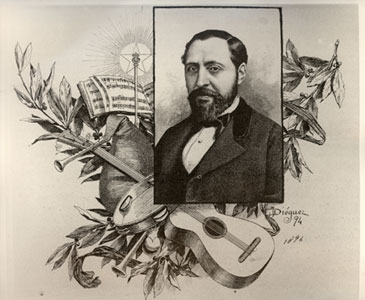
Francisco Asenjo Barbieri, un dels artífexs de la consolidació de la sarsuela romàntica a mitjan.

Gaztambide aconsegueix grans èxits amb El valle de Andorra (1852) i Catalina (1854); Arrieta amb El dominó azul i El grumete (1853) o Marina (1855); Barbieri amb Jugar con fuego (1851) i Los diamantes de la corona (1854). En aquests primers moments del reinaxement de la sarsuela ningú no considera que una de les seues « imatges de marca » haja de ser l'ús d'elements argumentals o musicals de caràcter folclòric espanyol. La sarsuela « és sarsuela » perquè es canta en castellà i perquè és popular, davant de l'aristocràtica o si més no burgesa, òpera italiana. La sarsuela introdueix aires populars d'arreu d'Europa, com el scottish, la polca o la masurca, que amb el temps el poble madrileny adoptarà com a part del propi folclore urbà. No serà fins a les darreres produccions de Barbieri quan l'element castís comence a impregnar la sarsuela: Pan y Toros (1864) i El barberillo de Lavapiés (1874) marcaran un nou rumb per al gènere, fent indestriable, a partir de la seua aparició, el mot sarsuela de l'evocació de músiques i arguments arrelats en el folclore popular.
El 10 d'octubre de 1856 es va estrenar l'elegant i còmode Teatro de la Zarzuela, finançat completament per la iniciativa privada, atès que una petició de suport al teatro lírico nacional adreçada al Congrés dels Diputats, no havia estat atesa. La data va ser escollida perquè era la de l'aniversari de la reina Isabel II, de qui s'esperava la seua presència, que finalment no es va produir perquè un ball a palau es va dilatar més del que s'havia previst. Així, el nou temple de la sarsuela naixia entre el fervor del públic madrileny i la desídia de les autoritats.

### El «género chico»
La situació econòmica i sociològica sota el regnat d'Isabel II va provocar l'aparició d'un subgènere de la sarsuela; l'anomenat "genero chico" (gènere petit). El regnat d'Isabel II es troba en plena crisi, i acaba caient amb la Revolució de 1868, de caràcter liberal. El país es troba sumit en una crisi a tots els nivells: econòmic, polític, i també ideològic — el liberalisme i el republicanisme es troben en el seu apogeu . La gent es troba nerviosa a causa la inestabilitat del país. Per tot això, a més de la complicada situació econòmica, l'assistència als espectacles pateix una forta davallada. Una bona entrada per al teatre té un preu aproximat de 14 rals, quantitat que el ciutadà corrent no es podia permetre pagar. Per tal de contrarestar aquesta situació de crisi, els actors Juan José Luján, Antonio Riquelme i José Vallés, van tenir la idea de dividir una sessió de teatre en 4 parts, a raó d'una hora cada una, creant les anomenades sessions per hores, que a penes costaven un ral, i s'escenificaven en modestos teatres.

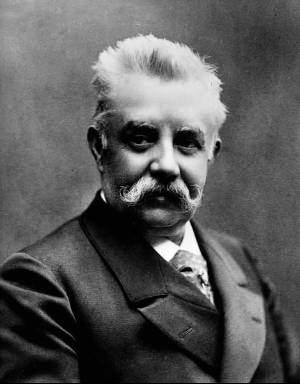
Federico Chueca, representant destacat del "Género chico"

L'objectiu del "género chico" serà el pur entreteniment i la diversió del públic; en contraposició als temes més seriosos o dramàtics, i l'acció complicada de la sarsuela « tradicional ». El "género chico" és simple, i tracta temes més aviat costumistes, sobre la vida quotidiana a Madrid, de tarannà de vegades absurd i sempre caricaturesc. Es tendeix a buscar l'evasió en l'entreteniment, que permeta no pensar en les preocupacions quotidianes.
Durant la dècada del 1870 es va refermant el gènere, amb nombrosos autors, com ara Miguel Nieto o Fernández Caballero. Però el gènere rebrà l'impuls definitiu de la mà de Federico Chueca amb els seus èxits La Gran Via (1886), El año pasado por agua o Agua, azucarillos i aguardiente, en els que reforça i estableix un folklore urbà madrileny basat en aires de dansa internacionals.
Altres compositors amb una formació acadèmica excel·lent, com Ruperto Chapí i Tomás Bretón van conrear també el gènere, deixant petites obres mestres que són considerades entre les millors sarsueles de tots els temps: La revoltosa i La verbena de la Paloma respectivament.
Davant de l'èxit del "género chico", la sarsuela tradicional en tres actes comença a denominar-se "zarzuela grande". Mentre la crítica s'acarnissa amb el gènere, aquest recull un gran èxit de públic i va colonitzant els teatres. Entre aquests, el Teatro Apolo de Madrid, és considerat l'autèntic baluard del gènere, cèlebre per la seua quarta sessió, «la cuarta de Apolo», que era en horari nocturn i estava sempre poblada de noctàmbuls, vividors i tramposos a l'altura dels propis personatges de les obres que es representaven.
El model majoritari és el del sainet líric, que establert en la seua forma definitiva per Ramón de la Cruz, és en essència una peça breu i independent, amb intervencions musicals i molt sovint danses. El "género chico" evoluciona així vers un retrat més o menys fidedigne de la vida de costums madrilenys, detenint-se en els aspectes més pintorescos de Madrid, com el peculiar llenguatge dels seus protagonistes, i mostrant sempre les facetes més jovials de la vida del proletariat i dels barris populars.
Per la seua banda, Gerónimo Giménez, compositor sevillà de tècnica impecable, va desenvolupar el sainet andalús amb obres perdurables com El baile de Luis Alonso o Las bodas de Luis Alonso.

### Polèmiques
Durant l'últim terç del Segle XIX i principis del Segle XX hi haurà una tensió constant entre diverses faccions: els qui defensen el "género chico", els qui defensen la "zarzuela grande" i els qui, influïts pels nous corrents del nacionalisme romàntic, pugnen per la creació d'una « òpera nacional » que amb una major ambició estètica siga capaç de combinar els suposats elements musicals i literaris nacionals amb esquemes d'alè universal. Teòrics com Rafael Mitjana o Heri Collet, escriptors com Pedro Antonio de Alarcón i erudits d'influència remarcable com Felip Pedrell — també compositor — no van deixar d'atacar la deriva de la sarsuela cap a models cada vegada més populars i menys ambiciosos i de llançar invectives contra el "género chico". Arrieta, Chapí i Bretón, tot i estar convençuts, amb raó o sense, de la necessitat de bastir les bases de l'«òpera nacional», es deixen portar per la popularitat de la sarsuela, que en realitat era l'únic mitjà segur per a guanyar-se, i molt bé, la vida. Així, per exemple, Chapí produirà sarsuela gran, obres de "género chico" i, al final de la seua vida tonarà a intentar l'èxit amb l'òpera, sense reeixir-hi. Bretón, que va desplegar esforços ingents per a la creació d'òperes en castellà, i que fins i tot va conèixer cert èxit internacional amb la seua òpera La Dolores, lamentarà contínuament que La verbena de la Paloma — un sainet — esdevinguera la seua obra més cèlebre.
En realitat, i malgrat les polèmiques, el que ha sobreviscut de la sarsuela decimonònica són les obres menudes del "género chico" perquè potser en aquestes es troba el més original i peculiar del gènere. Llevat d'algunes obres « grans » dels mestres reconeguts, com Barbieri, Arrieta i Chapí, la major part de les sarsueles grans del segle xix, estan oblidades — potser a l'espera d'una rehabilitació —, i no cal dir res dels intents operístics.
Aquesta tensió entre la impossibilitat d'aconseguir obres d'elevada ambició estètica, i l'èxit i la vitalitat del teatre musical popular que representava la sarsuela, va omplir d'amargor els músics que com Arrieta, Bretón o Pedrell havien lluitat en algun moment de la seua vida per l'«òpera nacional».

### El segle XX: fins al 1936

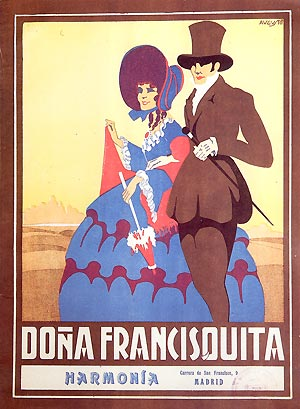
Doña Francisquita, d'Amadeu Vives, una de les sarsueles més apreciades del Segle XX, combina l'estructura en tres actes típica de la « sarsuela gran » amb la introducció d'elements castissos propis del « Género chico »

El Segle XX veurà el moment de major popularitat del gènere i també la seua decadència. L'inici del segle ve acompanyat de l'adéu dels grans mestres, sobretot de Chapí, compositor compromès amb la sarsuela i que l'havia conreada en totes les derivacions possibles, fins i tot coquetejant amb l'opereta de caràcter centreeuropeu. Però també desapareixen Chueca i Fernández Caballero. No obstant a aquestes figures ve a substituir-les una nova generació de músics: Amadeu Vives, Josep Serrano, Pablo Luna, Francisco Alonso, Jacinto Guerrero, etc. Fins i tot alguns compositors que després seran capaços de desenvolupar una carrera artística a nivell internacional fan les seues primeres passes a la sarsuela: és el cas de Manuel de Falla i Joaquín Turina — temps enrere també Granados i Albéniz havien compost algunes sarsueles. Durant aquest primer terç del segle, i apaivagades les disputes entre els defensors i detractor de la sarsuela, sembla que el gènere troba certa pau i s'expandeix, abastant des de la formalment ambiciosa « sarsuela gran » fins al gènere arrevistat, també anomenat « género ínfimo », passant pel « género chico » i l'opereta. Una vegada la música espanyola ha connectat amb les avantguardes europees de la mà d'Albéniz, Granados i Falla, a la sarsuela ja no se li demanarà que esdevinga res que no vulga ser, com per exemple un assenyat gènere operístic per a minories, perdent el seu caràcter popular i el seu atractiu com a espectacle de masses.
Es produeix una continuïtat del sainet junt amb un renaixement de la sarsuela gran, i ambdues gaudeixen del favor del públic. Així, obres grans com Doña Francisquita de Vives, conviuen i comparteixen popularitat amb La reina mora, o La Dolorosa, sainets lírics de Serrano.
En la dècada de 1930 es consolidarà l'obra dels dos darrers grans mestres del gènere, curiosament situats en extrems ideològics enfrontats, anunciant el conflicte bèl·lic que s'aproximava: Pablo Sorozábal i Federico Moreno Torroba. Aquests compositors, cadascú per la seua banda, reintentaran una sarsuela gran bevent de la tradició dels grans mestres de la sarsuela, i introduint l'element castís en obres d'indubtable qualitat musical.
El mateix Moreno Torroba va intentar, a partir de 1930, la creació d'un Teatre Líric Nacional amb seu al Teatro Calderón de Madrid que fora capaç d'establir un «repertori» basat en els títols incontestables de la sarsuela romàntica i moderna: Jugar con fuego, de Barbieri; Las golondrinas, d'Usandizaga; Doña Francisquita de Vives o La rosa del azafrán, de Jacinto Guerrero; sense oblidar tampoc propis èxits de Moreno Torroba, entre ells l'omnipresent Luisa Fernanda. Per al projecte va comptar amb el suport econòmic del govern de la Segona República. El Teatro Calderón esdevingué el teatre més lucratiu de la capital durant els anys anteriors a la guerra, però a causa de la inestabilitat provocada pel conflicte el projecte no va tenir continuïtat.

### El segle XX: postguerra i decadència a partir del 1939
La guerra i la postguerra, la fam, les dificultats econòmiques i la censura i l'assetjament polític del règim de Franco no eren les millors condicions per a un gènere divertit, popular i de vegades irreverent com la sarsuela. El règim feixista va censurar algunes de les obres més controvertides, i es van modificar els paràgrafs dels llibrets irreverents amb l'església o amb evident contingut de crítica social o política. Per altra banda el règim va afavorir la sarsuela rural, o anomenada "d'espardenya", que quadrava amb la seua línia ideològica, donant així una imatge distorsionada d'un gènere molt més complex i ric. Malgrat que la majoria dels compositors van ser gent relacionada amb l'esquerra política, l'estrany respecte del franquisme per la sarsuela va acabar perjudicant-la, perquè les generacions sorgides amb la dictadura la van identificar amb el règim i la van considerar decadent i passada de moda
Amb les dificultats econòmiques i la gairebé nul·la política cultural durant el franquisme, la sarsuela ha arribat fins a les generacions actuals de manera fragmentària, sovint a través d'"antologies" més o menys acurades, però que en tot cas no han afavorit l'acostament a un gènere que és essencialment teatral. Els canvis socials, l'aparició de nous espectacles de masses, com el cinema i el futbol van provocar una pèrdua constant de públic als teatres. Quan la sarsuela va perdre el suport popular, va morir, i avui dia queda com un llegat més d'allò que anomenem cultura, a la recerca d'una renovació que torne a atraure un nou públic disposat a gaudir-la.

## La sarsuela als Països Catalans

### La sarsuela al País Valencià

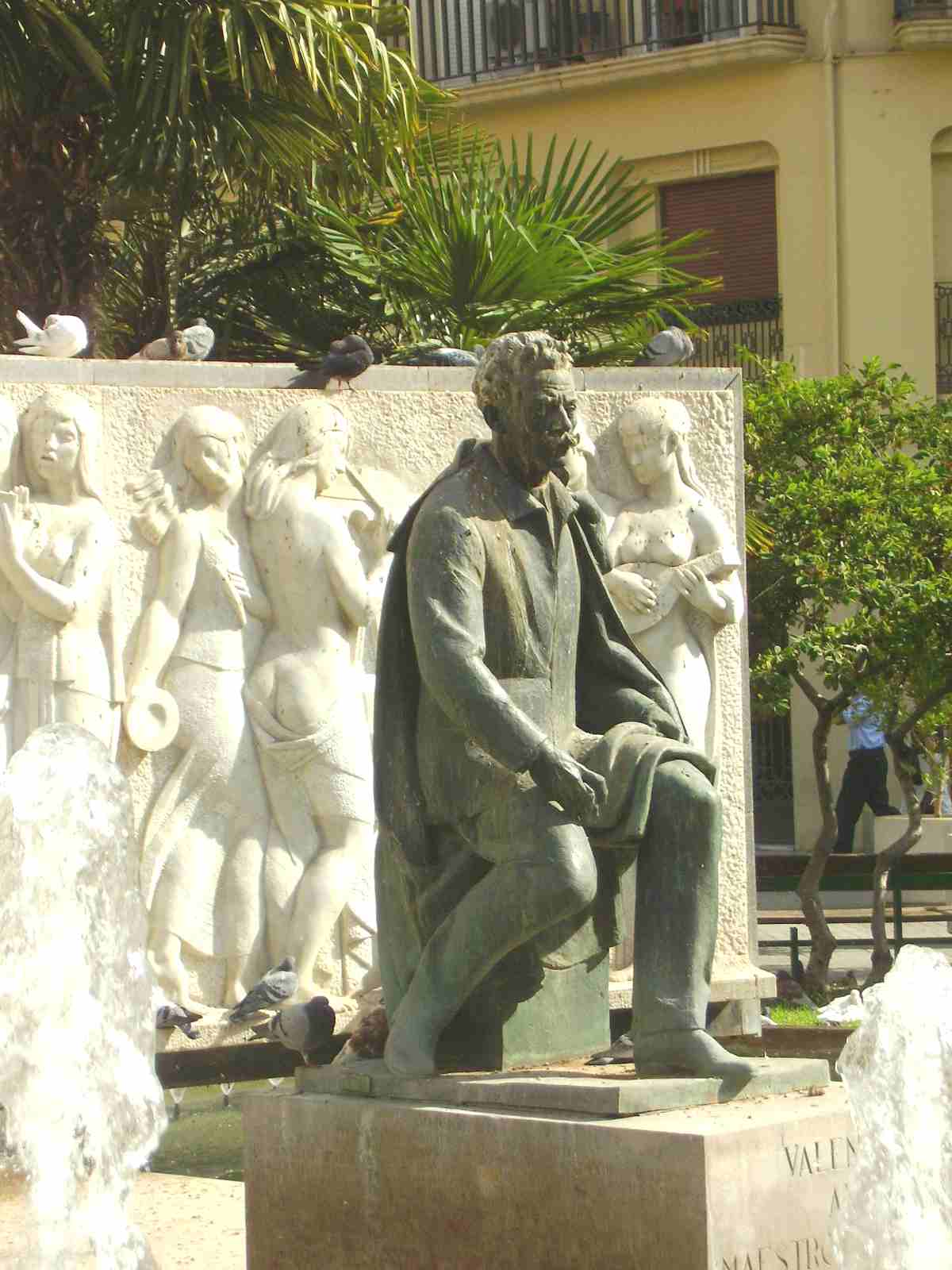
Josep Serrano i Simeón, potser el compositor de sarsuela valencià més significatiu del.

Les primeres representacions de sarsuela moderna al País Valencià daten de mitjan segle xix. El 1850 es té notícia de la representació de El Duende, de Hernando i Olona al Teatre Principal de València; i també de funcions de sarsuela al Teatre Principal d'Alacant. A partir de la dècada del 1860 comencen a estrenar-se sarsueles sobre text en català (tot i que hi ha constància d'una obra escrita el 1859 que podria ser de les primeres, o la primera, en català anomenada Un casament a Picanya, amb lletra de Francesc Palanca i Roca; i música de Joan Garcia i Català), amb textos de Josep Maria Bonilla, Josep Bernat i Baldoví i Rafael Maria Liern entre d'altres, i música de compositors locals, completament oblidats. La ciutat de València connecta ràpidament amb el repertori i les novetats assajades prèviament a Madrid i la sarsuela es fa tremendament popular. Amb l'entrada del Segle XX es compten a València més de 10 teatres dedicats a la sarsuela, entre els que cal esmentar, a banda del Principal, el Teatre Princesa o el Teatre Russafa. Hi va haver locals especialments dedicats a la sarsuela en català, com ara el Teatre Novedades, el Teatre Regional o el Nostre Teatre, que van estrenar obres de compositors com Miquel Asensi, Sánchez Roglà, Espert Morera i Toko, pseudònim de Lluís Martí Alegre. Músics d'estimable capacitat com Salvador Giner i Eduard López-Chávarri i Marco van compondre també sarsueles sobe textos catalans. Malgrat aquesta activitat, cap obra en valencià ha sobreviscut al judici del temps. La vertadera i notable contribució valenciana a la sarsuela ve de la mà dels compositors valencians que van gaudir d'èxit a Madrid i Barcelona. Entre els primers es troben grans figures com Ruperto Chapí, Tomàs López Torregrosa, Josep Serrano i Manuel Penella; i entre els segons cal destacar la figura de Rafael Martínez Valls, autor de les que potser siguen les dues úniques sarsueles catalanes « de repertori »: Cançó d'Amor i de Guerra (1926) i La Legió d'Honor (1930).

### La sarsuela a Catalunya
L'aparició de la sarsuela moderna a Catalunya és contemporània a la seua aparició a Madrid. Les primeres representacions a Barcelona daten de 1850, i ja en la temporada 1852-53 el Liceu va programar 8 sarsueles, entre elles: La tapada del Retiro, de Nicolau Manent amb llibret de Víctor Balaguer, en castellà. L'acollida va ser calorosa. No obstant en la crítica musical barcelonina va arrelar i es va establir l'opinió — potser més aviat un desig inconscient — que el públic de Barcelona s'estimava més l'òpera. Però els fets eren inqüestionables: per exemple, en la seua temporada 1853-54, el Teatre de la Santa Creu de Barcelona només va programar sarsuela. La influència dels llibretistes Luis de Olona y Gaeta i Francesc Camprodon, habituals col·laboradors de Gaztambide, Arrieta i Barbieri, va ser decisiva en la difusió de la sarsuela a Barcelona, a través de l'organització d'espectacles i l'estrena de les obres que havien triomfat a Madrid.
La primera sarsuela amb text català fou Setze jutges mengen fetge, amb música de Joan Muntó i Pujades, estrenada al Liceu el 3 d'octubre de 1858; el 27 de desembre del mateix any, en el mateix teatre, s'estrenava L'aplec del Remei, amb música de Josep Anselm Clavé. S'han catalogat 424 obres líriques amb text català produïdes entre 1858 i 1950, moltes d'elles sarsueles. Entre els anys 1870 i 1877 triomfen les sarsueles catalanes de Nicolau Manent, Josep Teodoro Vilar, i els germans Josep Ribera i Miró i Cosme Ribera i Miró, amb llibrets de diversos escriptors entre els quals destaca Serafí Pitarra. Hi ha tres tipus d'obres predominants: el quadre de costums catalans; els "capritxos-cómico-lírico-ballables-bufos" i les sarsueles còmiques en un acte. Després d'una certa decadència, la sarsuela ressorgeix a final de segle. Urbà Fando i Rais va assolir èxits extraordinaris, sobretot amb la sarsuela Lo somni de la Ignocència (1895), sobre llibret de Conrad Colomer i Rogés.
També al final del segle comencen a deixar-se sentir les influències de l'estètica modernista en les arts catalanes. El compositor Enric Morera va intentar la promoció d'un teatre líric català modernista. Hi van col·laborar, entre d'altres, l'escriptor Apel·les Mestres i els compositors Enric Granados i Joan Gay. El nou gènere, però, va fracassar, deixant fred el públic modernista i avorrit l'afeccionat a la sarsuela tradicional.
A partir de 1920 el Paral·lel de Barcelona va esdevenir un centre d'important activitat sarsuelística, on es van estrenar sarsueles en castellà dels millors compositors del gènere i on es va establir un gust particular per la sarsuela més pròxima estilísticament a l'opereta centreeuropea. Alguns compositors destacats, com Rafael Millán, van desenvolupar la seua carrera quasi exclusivament a Barcelona.
Barcelona va veure l'estrena absoluta d'alguns dels grans títols del gènere, com ara: Trafalgar de Gerónimo Giménez (1890, Teatre Principal); La dogaresa (1920, Teatre Tívoli), El pájaro azul (1921, Tívoli) i El dictador (1923, Apolo) de Rafael Millán; La alsaciana (1921, Tívoli) i La sombra del Pilar de Jacinto Guerrero (1924, Teatre Novedades), Las hilanderas de Josep Serrano (Teatre Eldorado, 1927), El cantar del arriero de Fernando Díaz Gilés (1930, Teatre Victòria), Don Gil de Alcalá de Manuel Penella (òpera, en realitat, al Teatre Novedades, 1932). Pablo Sorozábal hi va estrenar Katiuska (Teatre Victòria, 1931), La tabernera del puerto (Teatre Tívoli, 1936), Black el payaso (Coliseum, 1942) i La eterna canción (Teatre Principal, 1945).

## Compositors de sarsuela
| - Teodoro San José (1866-1930) - Sebastián Durón - (1660-1716) - Antoni Lliteres i Carrió - (1673-1747) - José de Nebra - (1702-1768) - Antonio Rodríguez de Hita - (1724-1787) - Lluís Misón - (1727-1766) - Luigi Boccherini - (1743-1805) - Basilio Basili - (1803-1895) - Tomás Genovés y Lapetra - (1806-1861) - Baltasar Saldoni - (1807-1889) - Sebastián Iradier - (1809-1865) - Joaquín Espín y Guillén - (1812-1881) - Mariano Soriano Fuertes - (1817-1880) - Rafael Hernando - (1822-1888) - Joaquín Gaztambide y Garbayo - (1822-1870) - Emilio Arrieta y Corera - (1823-1894) - Francisco Asenjo Barbieri - (1823-1894) - Josep Anselm Clavé - (1824-1874) - Gabriel Balart i Crehuet - (1824-1893) - Martín Sánchez Allú - (1825-1858) - Cristóbal Oudrid - (1825-1877) - Nicolau Manent i Puig - (1827-1887) - José Ynzenga - (1828-1891) - José Rogel - (1829-1901) - Salvador Giner i Vidal - (1832-1911) - Manuel Fernández Caballero - (1835-1906) - Josep Teodor Vilar - (1836-1905) - Rafael Aceves y Lozano - (1837-1876) - Josep Jordà Valor - (1839-1918) - Josep Ribera i Miró - (1839-1921) - Josep Coll i Britapaja - (1840-1904) - Isidoro Hernández - (1840-1888) - Pere Miquel Marquès - (1843-1918) - Manuel Nieto i Matañ - (1844-1915) - Guillermo Cereceda - (1844-1919) - Casimiro Espino y Teysler - (1845-1888) - Apolinar Brull - (1845-1905) - Agustín Pérez Soriano - (1846-1907) - Federico Chueca - (1846-1908) - Joaquín Valverde Durán - (1846-1910) - Ángel Rubio y Laínez - (1846-1906) - Ramón Estellés Adrián - (1850-1899) - Tomás Bretón - (1850-1923) - Emilio Serrano - (1850-1939) - Ruperto Chapí - (1851-1909) - Albert Cotó i Fita - (1852-1906) - Gerónimo Giménez - (1854-1923) - Urbà Fando i Rais - (1855-1911) - Luis Arnedo - (1856-1911) - Miquel Santonja Cantó - (1859-1940) - Isaac Albéniz i Pascual - (1860-1909) - Vicent Peydró i Díez - (1861-1938) - Enric Morera i Viura - (1865-1942) - Enric Granados i Campiña - (1867-1916) - Tomàs López Torregrosa - (1868-1913) - Artur Saco del Valle - (1869-1932) - Julio Francés Rodríguez - (1869-1944) | - Tomás Barrera Saavedra - (1870-1938) - Joaquín Taboada Steger - (1870-?) - José María Guervós y Mira - (1870-1944) - Vicent Lleó i Balbastre - (1870-1922) - Amadeu Vives - (1871-1932) - Manuel Quislant Botella - (1871-1949) - Ricardo Villa - (1873-1935) - Josep Serrano i Simeón - (1873-1941) - Rafael Gómez Calleja - (1874-1938) - Cassià Casademont i Busquets - (1875-1963) - Joaquín Valverde y Sanjuán - (1875-1915) - Manuel de Falla - (1876-1946) - Luis Foglietti Alberola - (1877-1918) - Pablo Luna - (1879-1942) - Conrado del Campo - (1879-1953) - Manuel Penella Moreno - (1880-1939) - Ángel Barrios Fernández - (1882-1964) - Joaquín Turina - (1882-1949) - Joan Baptista Lambert i Caminal - (1884-1945) - Reveriano Soutullo - (1884-1932) - Jesús Guridi - (1886-1961) - José María Usandizaga - (1887-1915) - Rafael Martínez Valls - (1887-1946) - Francisco Alonso - (1887-1948) - Fernando Díaz Gilés - (1887-1960) - María Rodrigo Bellido - (1888-1967) - José Padilla Sánchez - (1889-1960) - Josep Manuel Izquierdo Romeu - (1890-1951) - Joan Vert i Carbonell - (1890-1931) - Gonzalo Roig Lobo - (1890-1970) - Federico Moreno Torroba - (1891-1982) - Rafael Millán - (1893-1957) - Ernesto Rosillo - (1893-1968) - Santiago Sabina Corona - (1893-1966) - Eduard Granados Gal - (1894-1928) - Joaquim Zamacois i Soler - (1894-1976) - Juan Tellería Arrizabalaga - (1895-1948) - Jacinto Guerrero - (1895-1951) - Francisco Balaguer Mariel - (1896-1965) - Ernesto Lecuona - (1896-1963) - Ferran Jaumandreu i Obradors - (1897-1945) - Pablo Sorozábal - (1897-1988) - Joan Martínez Bàguena - (1897-1986) - Leopold Magenti i Chelvi - (1898-1969) - Manuel Quiroga - (1899-1988) - Joan Dotras i Vila - (1900-1978) - Arturo Dúo Vital - (1901-1964) - Joaquín Rodrigo Vidre - (1902-1999) - Daniel Montorio Fajo - (1904-1982) - Jesús García Leoz - (1904-1953) - Jesús Romo Raventós - (1906-1995) - Manuel Parada de la Puente - (1911-1973) - Fernando Moraleda Bellver - (1911-1985) - Antón García Abril - (1933) - Manuel Moreno-Buendía - (1932) - Lázaro Núñez Robres (1827-1897?) - Enrique Vargas y González (1870-1930) |